# クリフトン・ウェッブ
クリフトン・ウェッブ（Clifton Webb, 1889年11月19日 - 1966年10月13日）は、アメリカ合衆国の俳優・ダンサー・歌手である。クリフトン・ウェブとも表記される。
主に舞台で活躍したが、映画でもアカデミー賞に3度ノミネート（主演男優賞1回、助演男優賞2回）されたことのある名優（いずれも受賞ならず）。ハリウッド・ウォーク・オブ・フェームに映画分野で名前が刻まれている。
生涯独身を通し、母親と暮らしていた。ゲイだったと言われている。

## 経歴

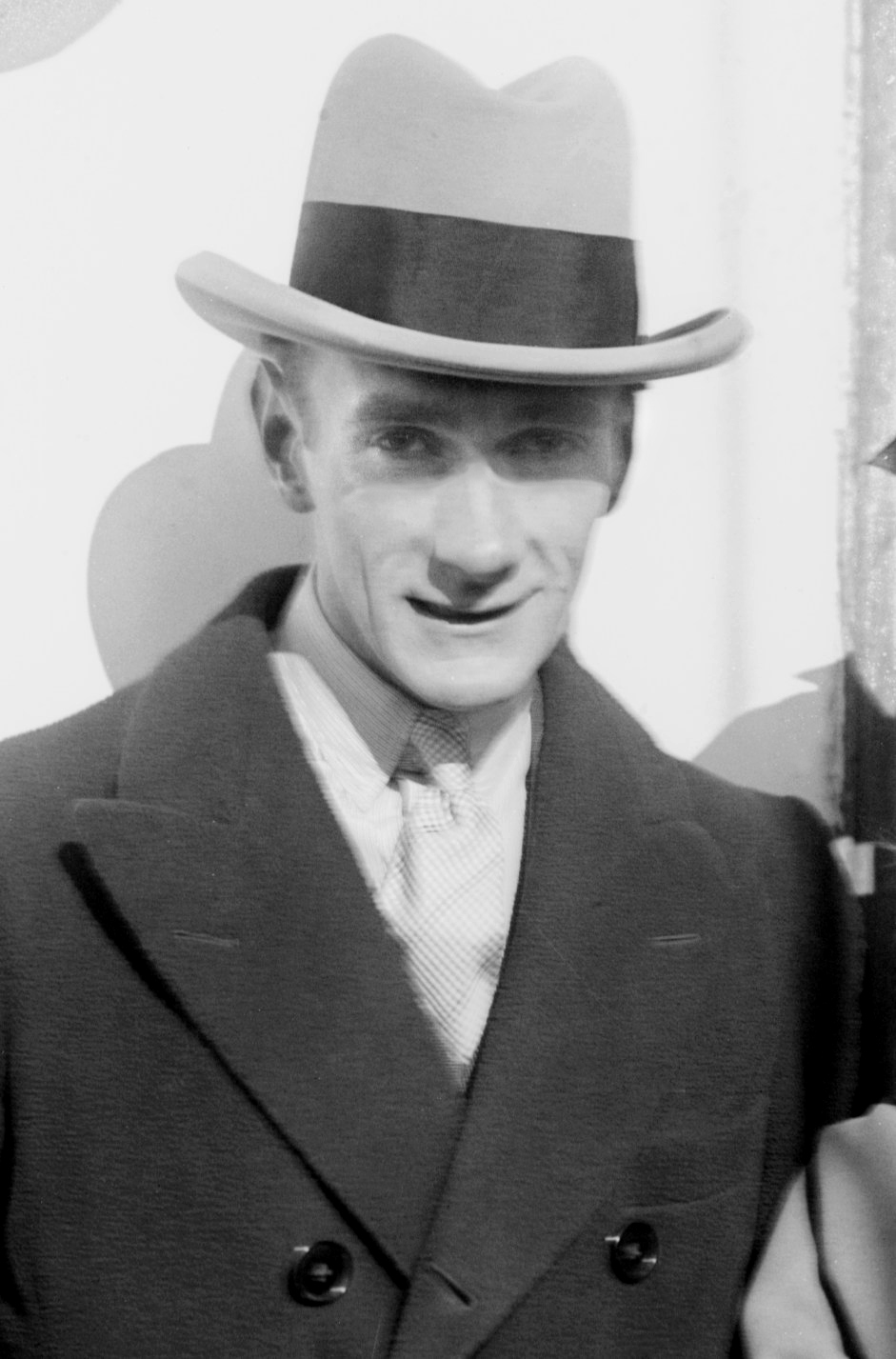
1923年撮影

1889年（1891年 とも）にインディアナ州ビーチグローブで生まれる。13歳で音楽と絵を勉強するために学校を辞める。10代でニューヨークのプロ・ダンサー（社交ダンス）になる。当時のダンスパートナーには後の女優メイ・マレーがいた。その後、20代の半ばにはブロードウェイやロンドンでミュージカルなどの舞台にも立つようになり、サイレント映画にも出演するようになる。以降も舞台を中心に活動し、1930年代にはブロードウェイを代表する名優としての地位を確立する。
1944年の映画『ローラ殺人事件』で初めてハリウッド映画に出演する。プロデューサーのダリル・F・ザナックは女性的な印象のウェッブの起用に反対であったが、監督のオットー・プレミンジャーの強い推薦で出演が決まった。本作の演技で第17回アカデミー賞の助演男優賞にノミネートされる。この作品以降、映画にも出演するようになる。
1946年の映画『剃刀の刃』で第19回アカデミー賞の助演男優賞にノミネートされ、第4回ゴールデングローブ賞の助演男優賞を受賞。
1948年の映画『愉快な家族』で第21回アカデミー賞の主演男優賞にノミネート。
1952年の映画『Stars and Stripes Forever』で第10回ゴールデングローブ賞の主演男優賞 (ミュージカル・コメディ部門) にノミネート。
1960年に同居していた母親が91歳で亡くなる。その後は健康を害したこともあり、ビバリーヒルズの自宅で世捨て人のような生活を送る。
1966年に心筋梗塞で死去。

## 主な出演作品
| 公開年 | 邦題 原題                                  | 役名                               | 備考                                 |
| ------ | ------------------------------------------ | ---------------------------------- | ------------------------------------ |
| 1920   | ポリーの身の上 Polly with a Past           | ハリー・リチャードソン             | クレジットなし                       |
| 1944   | ローラ殺人事件 Laura                       | ウォルド・ライデッカー             |                                      |
| 1946   | 闇の曲り角 The Dark Corner                 | ハーディ                           |                                      |
| 1946   | 剃刀の刃 The Razor's Edge                  | エリオット・テンプルトン           | ゴールデングローブ賞 助演男優賞 受賞 |
| 1948   | 愉快な家族 Sitting Pretty                  | リン・ベルヴェデーレ               |                                      |
| 1949   | 我輩は新入生 Mr. Belvedere Goes to College | リン・ベルヴェデーレ               |                                      |
| 1950   | 一ダースなら安くなる Cheaper by the Dozen  | フランク・バンカー・ギルブレス     |                                      |
| 1953   | タイタニックの最期 Titanic                 | リチャード・ウォード・スタージェス |                                      |
| 1954   | 愛の泉 Three Coins in the Fountain         | ジョン・フレデリック・シャドウェル |                                      |
| 1954   | ニューヨークの女達 Woman's World           | アーネスト・ギフォード             |                                      |
| 1957   | 島の女 Boy on a Dolphin                    | ヴィクター                         |                                      |
| 1959   | リオの若い恋人たち Holiday for Lovers      | ロバート・ディーン                 |                                      |
| 1962   | 誘惑の夜 Satan Never Sleeps                | ボヴァード神父                     |                                      |